# پرچم افتخار دوجنسگرایی

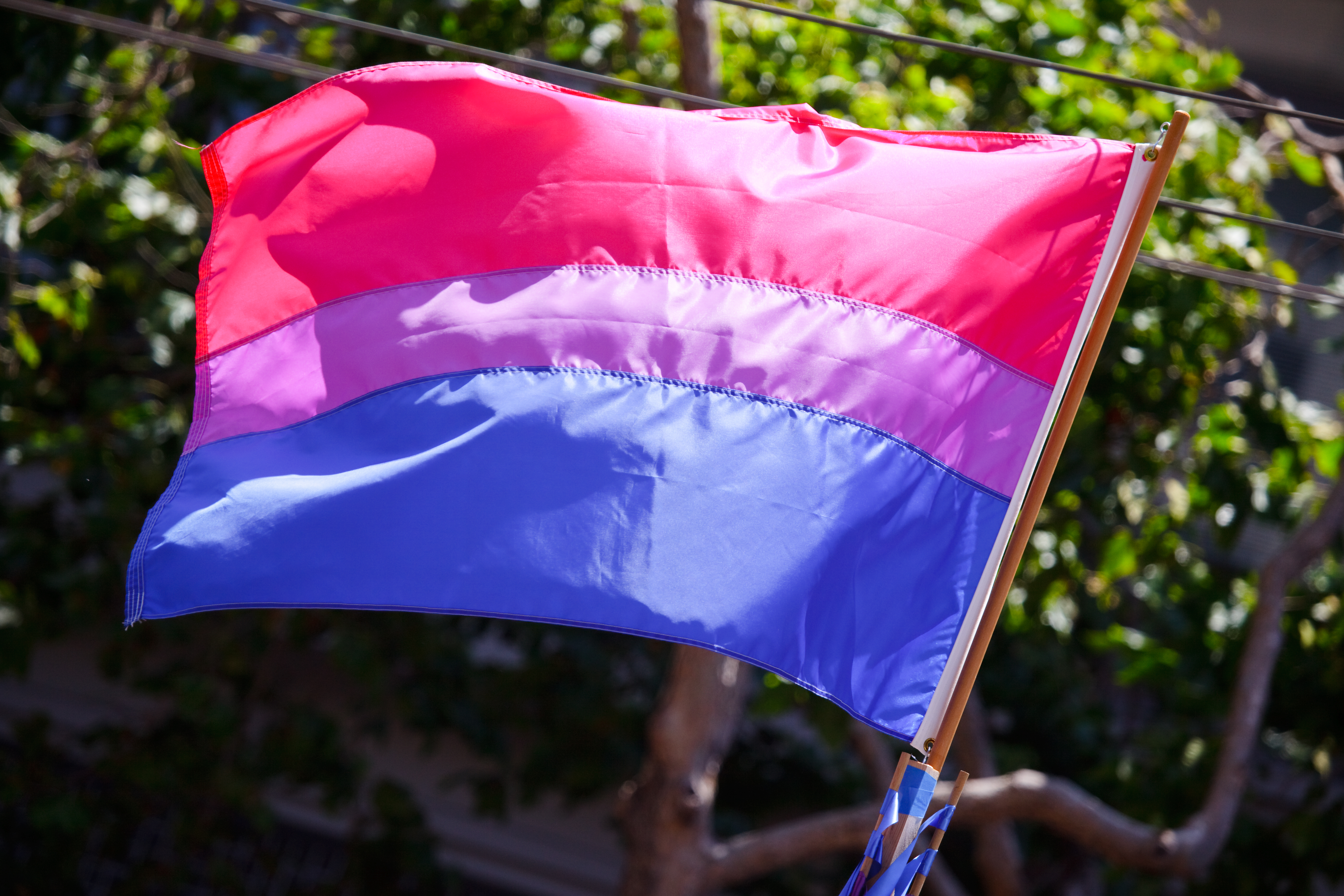
پرچم افتخار دوجنسگرایان

پرچم افتخار دوجنسگرایان (انگلیسی: Bisexual pride flag) به وسیلهٔ «مایکل پِیج» در سال ۱۹۹۸ و برای جامعه دوجنسگرایان طراحی شد. هدف از طراحی این پرچم، دیده شدن بیشتر دوجنسگرایان به عنوان عضوی از جامعه دگرباشان جنسی بود. نخستین پرچم افتخار دوجنسگرایان در تاریخ ۵ دسامبر ۱۹۹۸ رونمایی شد.
مایکل پِیج درباره طرح و رنگ این پرچم می‌گوید: "رنگ صورتی در این پرچم، کشش جنسی به همجنس خود (همجنسگرایی) را نشان می‌دهد. رنگ آبی نشان دهندهٔ تمایل جنسی به غیر همجنس خود (دگرجنسگرایی) است. این دو رنگ (صورتی و آبی) در مرکز پرچم با هم ترکیب می‌شوند و رنگ ارغوانی را بوجود می‌آورند که نشان دهندهٔ تمایل جنسی به هر دو (دو جنسگرایی) است."
رنگ‌ها به صورت افقی روی پرچم قرار گرفته‌اند. صورتی ۴۰٪، ارغوانی ۲۰٪ و آبی ۴۰٪ رنگ پرچم را به خود اختصاص داده‌اند.